# Comporta i canal del Colze de la Muga
La Comporta i canal del Colze de la Muga és una obra de Boadella i les Escaules (Alt Empordà) inclosa a l'Inventari del Patrimoni Arquitectònic de Catalunya. Situat al sud-est del nucli urbà de la població de Boadella i al nord-oest de l'entramat urbà de les Escaules, al costat del curs de la Muga en el lloc on el riu forma un colze.

## Descripció
Conjunt arquitectònic format per l'edifici que alberga les comportes i el canal que l'acompanya, el qual procedeix del curs de la Muga i es desvia en direcció al molí d'en Grida en paral·lel al riu. L'edifici de les comportes s'ubica al costat de la resclosa que estreny el curs del riu, damunt de l'inici del canal. Es tracta d'un petit edifici de planta quadrangular organitzat en un sol nivell, amb la coberta de maó pla de dos vessants decorada amb cornises motllurades. Presenta un portal d'accés rectangular i, damunt seu, una finestra d'arc apuntat, ambdues amb els emmarcaments arrebossats. L'interior està cobert per una volta de canó de maó pla. Destaquen dues pilastres de maó adossades als murs laterals, que sostenen el mecanisme de ferro que regula la comporta. Unes escales d'obra sostingudes per un arc de mig punt de maons donen accés a la part superior d'aquest mecanisme. La construcció està arrebossada i pintada. El canal, d'un metre d'amplada aproximada, està delimitat per dos murs laterals bastits en pedra sense treballar, disposada en filades més o menys regulars. Els murs estan coronats per una filada de maó pla i presenten registres de sortida disposats alternativament. Es tracta de petites obertures d'arc rebaixat bastides en maons, tancades amb comportes de ferro. El mecanisme que les maneja, també de ferro, està ubicat a la part exterior del mur.

## Història
La construcció de la comporta i canal del Colze de la Muga segurament és contemporània al bastiment de la central d'en Grida. Aquest era un molí de caràcter popular reconvertit en central hidràulica, que es troba actualment abandonat i que es va construir a finals del segle xix vora la Muga.
Vers el 1915 la empresa figuerenca “Pau Pagés”, en plena expansió, recreix en dos metres la resclosa del Colze per augmentar la potència de la central.